# Puchar Pokoju 2009

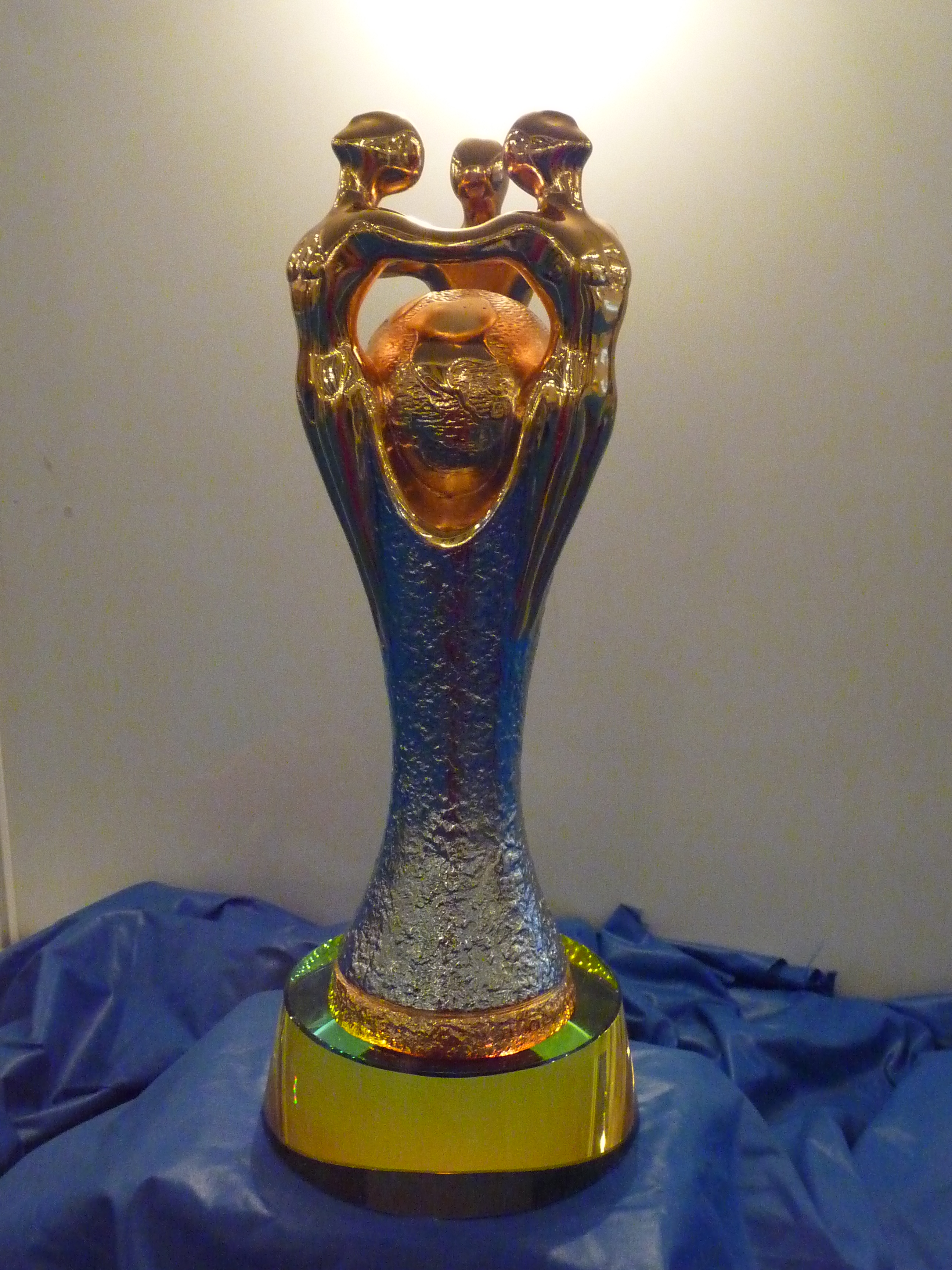
Trofeum Pucharu Pokoju.

Puchar Pokoju 2009 – 4. edycja Pucharu Pokoju, która odbyła się w Hiszpanii w dniach 24 lipca – 2 sierpnia. Tytuł zdobyła drużyna Aston Villa FC, która w finale pokonała po rzutach karnych Juventus F.C. 4-3.

## Obiekty
| Sevilla               | Sevilla            | Málaga                    |
| --------------------- | ------------------ | ------------------------- |
| Ramón Sánchez Pizjuán | Estadio La Cartuja | Estadio La Rosaleda       |
| Pojemność: 42 649     | Pojemność: 57 619  | Pojemność: 28 963         |
|                       |                    |                           |
|                       |                    |                           |
| Jerez                 | Huelva             | Madryt                    |
| Chapín                | Nuevo Colombino    | Estadio Santiago Bernabéu |
| Pojemność: 20 300     | Pojemność: 13 000  | Pojemność: 80 354         |
|                       |                    |                           |

## Drużyny
| Państwo            | Drużyna               |
| ------------------ | --------------------- |
| Ekwador ·          | LDU Quito             |
| Anglia ·           | Aston Villa           |
| Francja ·          | Olympique Lyon        |
| Włochy ·           | Juventus F.C.         |
| Meksyk ·           | Atlante F.C.          |
| Portugalia ·       | FC Porto              |
| Arabia Saudyjska · | Ittihad FC            |
| Korea Południowa · | Seongnam Ilhwa Chunma |
| Hiszpania ·        | Málaga CF             |
| Hiszpania ·        | Sevilla FC            |
| Hiszpania ·        | Real Madryt           |
| Turcja ·           | Beşiktaş JK           |

## Grupa A
| Drużyna               | Mecze | W | R | P | B+ | B- | +/- | Pkt |
| --------------------- | ----- | - | - | - | -- | -- | --- | --- |
| Juventus F.C.         | 2     | 2 | 0 | 0 | 5  | 1  | +4  | 6   |
| Sevilla FC            | 2     | 0 | 1 | 1 | 1  | 2  | -1  | 1   |
| Seongnam Ilhwa Chunma | 2     | 0 | 1 | 1 | 0  | 3  | -3  | 1   |

 FC Sevilla −  Juventus F.C. 1:2
 FC Sevilla −  Seongnam Ilhwa Chunma 0:0
 Juventus F.C. −  Seongnam Ilhwa Chunma 3:0

## Grupa B
| Drużyna     | Mecze | W | R | P | B+ | B- | +/- | Pkt |
| ----------- | ----- | - | - | - | -- | -- | --- | --- |
| Real Madryt | 2     | 1 | 1 | 0 | 5  | 1  | +4  | 4   |
| LDU Quito   | 2     | 0 | 1 | 1 | 1  | 2  | -1  | 1   |
| Ittihad FC  | 2     | 0 | 1 | 1 | 0  | 3  | -3  | 1   |

 LDU Quito −  Ittihad FC  3:1
 Real Madryt −  Ittihad FC 1:1
 Real Madryt −  LDU Quito 4:2

## Grupa C
| Drużyna        | Mecze | W | R | P | B+ | B- | +/- | Pkt |
| -------------- | ----- | - | - | - | -- | -- | --- | --- |
| Aston Villa    | 2     | 2 | 0 | 0 | 5  | 1  | +4  | 6   |
| Atlante Cancún | 2     | 0 | 1 | 1 | 1  | 2  | -1  | 1   |
| Malaga CF      | 2     | 0 | 1 | 1 | 0  | 3  | -3  | 1   |

 Malaga CF −  Aston Villa 1:0
 Malaga CF −  Atlante Cancún 1:3
 Aston Villa −  Atlante Cancún 3:1

## Grupa D
| Drużyna        | Mecze | W | R | P | B+ | B- | +/- | Pkt |
| -------------- | ----- | - | - | - | -- | -- | --- | --- |
| FC Porto       | 2     | 2 | 0 | 0 | 5  | 1  | +4  | 6   |
| Beşiktaş JK    | 2     | 0 | 1 | 1 | 1  | 2  | -1  | 1   |
| Olympique Lyon | 2     | 0 | 1 | 1 | 0  | 3  | -3  | 1   |

 Olympique Lyon −  Beşiktaş JK 1:1
 Olympique Lyon −  FC Porto 0:2
 Beşiktaş JK −  FC Porto 0:0

## Półfinały
FC Porto −  Aston Villa 1:2
 Juventus F.C. −  Real Madryt 2:1

## Finał
Aston Villa −  Juventus F.C. 0:0 (k. 4:3)

## Zwycięzca
| Zwycięzca Pucharu Pokoju 2009 |
| ----------------------------- |
| Aston Villa                   |

## Strzelcy bramek
3 gole
- Hulk (FC Porto)

2 gole
- Vincenzo Iaquinta (Juventus F.C.)
- Cristiano Ronaldo (Real Madrid)
- Enrique Vera (LDU Quito)

1 gol
- Saud Kariri (Ittihad FC)
- Hicham Aboucherouane (Ittihad FC)
- Marc Albrighton (Aston Villa)
- John Carew (Aston Villa)
- Ashley Young (Aston Villa)
- Emile Heskey (Aston Villa)
- Steve Sidwell (Aston Villa)
- Gabriel Pereyra (Atlante Cancún)
- Rafael Márquez Lugo (Atlante Cancún)
- Christian Bermúdez (Atlante Cancún)
- Mert Nobre (Beşiktaş JK)
- Amauri (Juventus F.C.)
- Diego (Juventus F.C.)
- Nicola Legrottaglie (Juventus F.C.)
- Hasan Salihamidžić (Juventus F.C.)
- Fabio Cannavaro (Juventus F.C.)
- Néicer Reasco (LDU Quito)
- Paúl Ambrosi (LDU Quito)
- Claudio Graf (LDU Quito)
- Kim Källström (Olympique Lyon)
- Fernando Fernández (Málaga CF)
- José Juan Luque (Málaga CF)
- Raúl (Real Madrid)
- Guti (Real Madrid)
- Christoph Metzelder (Real Madrid)
- Álvaro Negredo (Real Madrid)
- Sébastien Squillaci (Sevilla FC)

Gol samobójczy
- Curtis Davies (Aston Villa) dla (Atlante Cancún)